# Холокост в Поставском районе
Холокост в Поста́вском районе — систематическое преследование и уничтожение евреев на территории Поставского района Витебской области оккупационными властями нацистской Германии и коллаборационистами в 1941—1944 годах во время Второй мировой войны, в рамках политики «Окончательного решения еврейского вопроса» — составная часть Холокоста в Белоруссии и Катастрофы европейского еврейства.

## Геноцид евреев в районе
К 8 июля 1941 года Поставский район был уже полностью захвачен немецкими войсками, и оккупация продлилась до 9 июля 1944 года. По новому нацистскому административному делению район стал частью относиться к Глубокской и Вилейской округам рейхскомиссариата Остланд, а частью — к Генеральной округе Литва.
Для осуществления политики геноцида и проведения карательных операций сразу вслед за войсками в район прибыли карательные подразделения войск СС, айнзатцгруппы, зондеркоманды, тайная полевая полиция (ГФП), полиция безопасности и СД, жандармерия и гестапо. Практически сразу они отделяли евреев от остальных жителей и убивали их или загоняли в гетто. Немцы очень серьёзно относились к возможности еврейского сопротивления, и поэтому в первую очередь убивали в гетто или ещё до его создания евреев-мужчин в возрасте от 15 до 50 лет — несмотря на экономическую нецелесообразность, так как это были самые трудоспособные узники.
Во всех крупных деревнях района были созданы районные управы и полицейские гарнизоны из белорусских, литовских и латышских коллаборационистов, а также из членов Армии Крайовой. Ещё до осени 1941 года во всех населенных пунктах района были назначены старосты (солтысы).
Уже с первых дней оккупации района немцы начали грабить и убивать евреев. Подобные «акции» (таким эвфемизмом гитлеровцы называли организованные ими массовые убийства) повторялись множество раз во многих местах. В тех населенных пунктах, где евреев убили не сразу, их содержали в условиях гетто вплоть до полного уничтожения.
В гетто евреям под страхом смерти запрещалось: появляться без опознавательных знаков (нашитые на одежду округлые жёлтые латы или шестиконечные звёзды), без разрешения выходить за территорию гетто, менять место проживания внутри гетто, пользоваться тротуарами, заходить в парки и другие общественные места и многое другое.

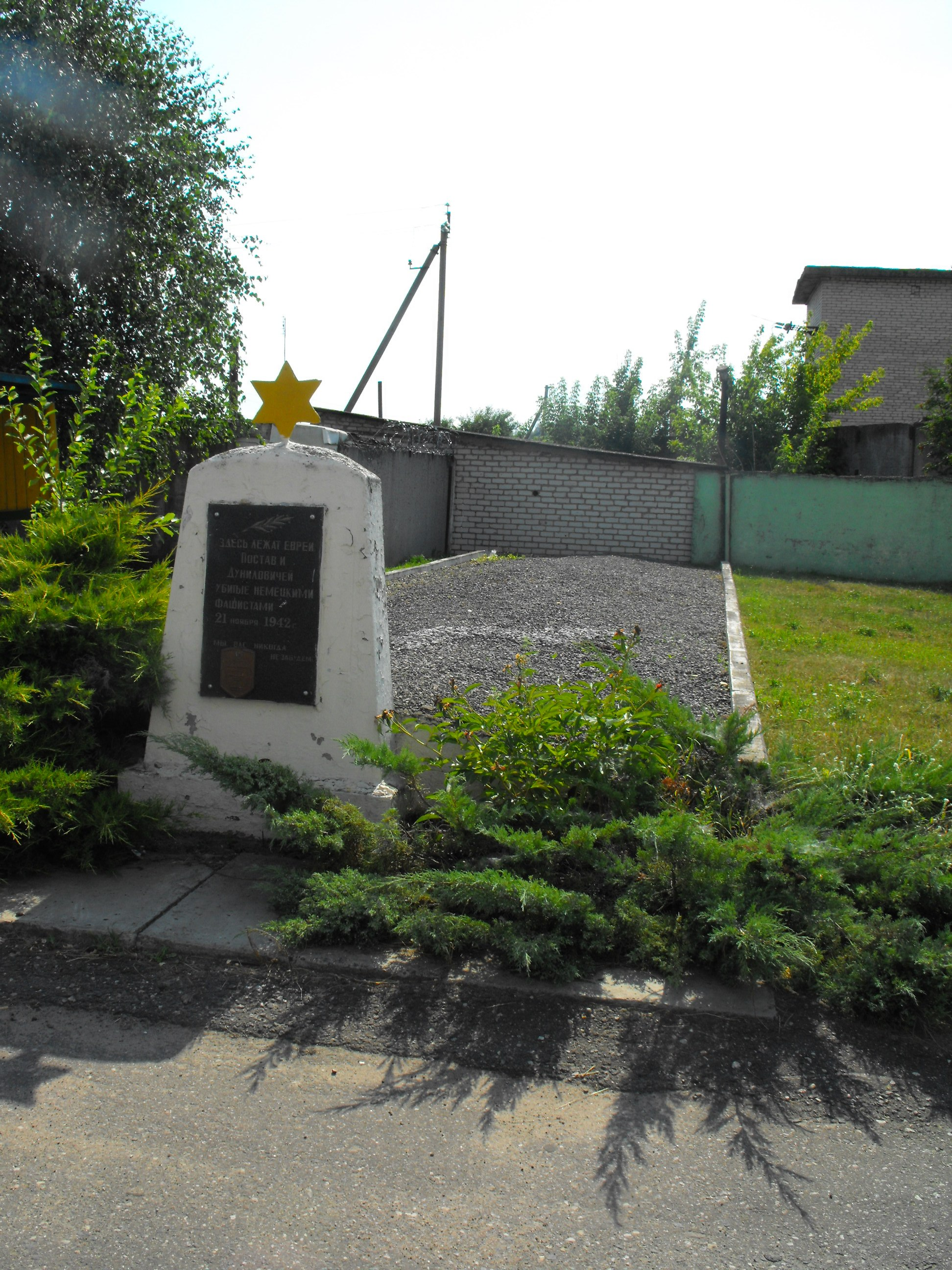
Памятник евреям в Поставах

Вплоть до самого уничтожения евреев из гетто использовали на самых грязных и тяжёлых принудительных работах, от чего многие умерли от истощения, голода и болезней при полном отсутствии медицинской помощи.

## Гетто
Реализуя нацистскую программу уничтожения евреев, немцы создавали гетто почти во всех городах и населённых пунктах Беларуси, где проживало еврейское население. Так и в Поставском районе оккупанты согнали ещё оставшихся в живых евреев в 3 гетто — в Поставах, Лынтупах и Дуниловичах. Эти гетто были уничтожены к концу 1942 года.
- в гетто в деревне Дуниловичи (1941 — 21 ноября 1942) были убиты около 1000 евреев.
- в гетто в посёлке Лынтупы (1941 — конец декабря 1942 года) были убиты около 250 евреев.
- в гетто в городе Поставы (февраль 1942 — ноябрь 1942 года) были замучены и убиты около 4000 евреев.

## Случаи спасения и «Праведники народов мира»
В Поставском районе 19 человек были удостоены почетного звания «Праведник народов мира» от израильского мемориального института «Яд Вашем» «в знак глубочайшей признательности за помощь, оказанную еврейскому народу в годы Второй мировой войны».
- Йозеф, Болеслава, Целина Анишкевичи и Ванда Скуратович (Анишкевич). В деревне Зосино спасли Славина Иеремию и его семью[14].
- Бронислав, Станислава, Флерьян, Станислав и Вероника Земченок, Бронислава Врублевская (Земченок). Спасли семью Гордон из четырёх человек: Янкеля, его жену Хинду и детей Абрама и Либу[15][16].
- Екатерина и Иван Кривенькие спасли Славину Соню в Дуниловичах[17].
- Казимир, Паулина, Виктор, Валерия и Генефа Нестерович в деревне Зарежье спасли Шпрейрегена Израиля, Гольдмана Ицхака, Цейтлина Берла[18].
- Владислав и Антоний Скорый. В деревне Казимировка спасли Бесмана Бернарда.

## Память
В 1956 году в Поставах на могиле жертв геноцида евреев на улице Горького была установлена стела.
В Лынтупах в 1960-х годах установлены 5 памятников евреям — узникам гетто.
В Дуниловичах памятник жертвам Катастрофы поставлен в 1958 году.